# 야우마데이
야우마데이(油麻地, Yau Ma Tei, 야우마테이)는 홍콩 가우룽반도 남쪽의 야우짐웡 구에 속한 지명이다.
야우마데이 주변은 관광객 등이 대부분 모이는 곳으로 옷을 파는 곳이나, 환전, 선물 가게도 많다. 낮부터 밤까지는 노점상도 활기넘치는 모습이다.

## 관광
이 지역은 거주지와 상점이 혼재된 곳이다. 낮시간에는 정육점이나 해산물, 과일 시장이 활발하다. 저녁이 되면 다양한 상점들이 열리는데, 의류, 장식품, VCD, 장난감 가게들이 템플 스트리트에 열린다. 템플 스트리트 북쪽에는 1876년 세워진 틴하우 사원이 유명하다.

## 교통
- MTR 야우마데이 역 (군통 선, 췬완 선)

## 같이 보기
- 홍콩의 지역 목록